# MPV
MPV (eng. Mean Platelet Volume) je prosječni obujam trombocita u krvi i uključen je u
krvnu sliku.
S obzirom na to da je prosječna veličina trombocita veća kada ih tijelo proizvodi više, MPV test nam može reći o proizvodnji trombocita u koštanoj srži ili o njihovom gubljenju.
Kod gubitka trombocita MPV je viši. To se može vidjeti kod idiopatske trombocitopenične purpure, mijeloproliferativne bolesti kao i kod Bernard–Soulierovog sindroma.
Također može biti povezano i s pred eklampsijom i oporavkom nakon prijelazne hipoplazije.
Izrazito nizak MPV u svezi je s trombocitopenijom kada je oslabljena
proizvodnja kao kod anemije zbog aplazije (aplastična anemija).
Referentni interval za MPV je 6,8 - 10,4 fL.

## Vanjske poveznice
- MPV Definition
- Medicinenet.com: Thrombocytopenia
- Diabetesexplained.com: MPV
- Arhivirana inačica izvorne stranice od 23. veljače 2013. (Wayback Machine) ahajournals.org: Article related to MPV
- : NIH.gov: article related to MPV
- Wisegeekcom: What is Mean Platelet Volume
- Arhivirana inačica izvorne stranice od 21. ožujka 2012. (Wayback Machine) Clinlabnavigator.com: MPV